# Vadnais Heights
Vadnais Heights – miasto w Stanach Zjednoczonych, w stanie Minnesota, w hrabstwie Ramsey.